# Rubus dierschkeanus
Rubus dierschkeanus es una especie de planta del género Rubus, perteneciente a la familia Rosaceae.

## Taxonomía
Rubus dierschkeanus fue descrita por H. E. Weber en 2007.

## Distribución
Se encuentra en el territorio de Alemania.